# Fundacja Mam Marzenie
Fundacja Mam Marzenie (FMM) – organizacja pozarządowa założona 14 czerwca 2003 roku przez Piotra Piwowarczyka w Krakowie. Wzorowana jest na amerykańskiej fundacji Make-a-Wish, zajmującej się spełnianiem marzeń ciężko chorych dzieci, której pierwszym spełnionym marzeniem było marzenie chorego na białaczkę Chrisa Greiciusa. FMM posiada status organizacji pożytku publicznego. Od października 2007 roku ambasadorką fundacji jest Małgorzata Kożuchowska. Według stanu na dzień 29 marca 2023, fundacja spełniła marzenia prawie 10 tysięcy dzieci.

## Organizacja wewnętrzna
Aby zminimalizować koszty, fundacja posiada jedynie biuro w Krakowie. Biuro to jest siedzibą główną fundacji. W pozostałych miastach działalność prowadzona jest przez wolontariuszy w domach, zaś spotkania odbywają się w użyczonych do dyspozycji fundacji lokalach. Fundacja składa się z 16 oddziałów: Białystok, Bydgoszcz, Gorzów Wielkopolski, Katowice, Kielce, Kraków, Lublin, Łódź, Olsztyn, Opole, Poznań, Rzeszów, Szczecin, Trójmiasto, Warszawa, Wrocław. Pracę każdego oddziału organizuje wybierany przez wolontariuszy oddziału koordynator.
Zarząd fundacji odpowiada za realizacje jej celów oraz kieruje bieżącą działalnością FMM. Zarząd wybierany jest na trzyletnią kadencję drogą konkursu przeprowadzonego wśród wolontariuszy fundacji. W skład zarządu według stanu na dzień 23 marca 2023, wchodzą: Sebastian Uzar (prezes), Joanna Musiał (wiceprezeską). Aleksandra Ludew, Michalina Kwiatkowska, Kamila Śliwowska. Nad działalnością zarządu nadzór sprawuje rada programowa w skład której wchodzą: Małgorzata Dankowska, Małgorzata Łaszcz (dziennikarka TVN 24), dr n. med. Teresa Weber-Lipiec, Wojciech Skorupski.

## Finansowanie działań fundacji
Fundacja pozyskuje pieniądze na realizację poszczególnych marzeń z:
a) darów rzeczowych i pieniężnych osób indywidualnych
b) wpłat z tytułu odpisu 1% podatku dochodowego na rzecz organizacji pożytku publicznego
c) zbiórek publicznych w formie pakowania zakupów w supermarketach w zamian za dobrowolne datki (nie prowadzi się kwest ulicznych)
d) środków przekazywanych przez firmy i organizacje wspierające działania fundacji w ramach programu „Adopcja Marzeń”
e) środków przekazanych przez gości uroczystości weselnych i pogrzebowych w ramach programu „Zamień kwiaty na marzenia”
f) nawiązek i świadczeń zasądzonych przez sądy karne.
Fundacja Mam Marzenie opiera swoją działalność wyłącznie na pracy wolontariuszy. W praktyce oznacza to że wszystkie osoby pracujące w jej ramach nad wypełnianiem jej misji statutowej, wykonują swoją pracę pro publico bono (włączając w to zarząd, radę programową i koordynatorów oddziałów). Pozwala to na zminimalizowanie kosztów administracyjnych do niecałych 10% funduszy pozyskanych na działalność statutową – pozostałe 90% przeznaczone jest na spełnianie marzeń dzieci cierpiących na choroby zagrażające ich życiu.

## Dzień Marzeń
W 2009 roku jeden z podopiecznych fundacji wypowiedział nietypowe marzenie. Chłopiec poprosił o organizacje badań profilaktycznych dla dzieci z jego miejscowości, żeby żadne nie zachorowało na raka. Marzenie to stało się inspiracją do organizacji Ogólnopolskiego Dnia Marzeń, którego celem jest zwrócenie uwagi rodziców na regularne badania profilaktyczne. Każdy z oddziałów fundacji przygotowuje w tym dniu badania profilaktyczne dla dzieci, zbiórkę krwi oraz festyn z wieloma atrakcjami. Pierwszy ogólnopolski Dzień Marzeń odbył się 12 września 2009 roku, w kolejnych latach był prowadzony w formie m.in. gry miejskiej. W 2020 roku w trakcie pandemii Covid-19, Dzień Marzeń został zorganizowany 19 września w formie spotkań on-line na portalu społecznościowym. 

## Dzień Pluszowego Misia
W 2013 roku śląski oddział Fundacji Mam Marzenie przeprowadził po raz pierwszy akcję Dzień Pluszowego Misia. W kilku szkołach przeprowadzono zbiórkę maskotek i materiałów plastycznych dla pacjentów oddziałów onkologicznych. Maskotki zostały rozdane przez wolontariuszy w Światowy Dzień Pluszowego Misia – 25 listopada. Rok później akcja została przeprowadzona przez większość oddziałów Fundacji. Obecnie w organizacje Dnia Misia włączyły się wszystkie oddziały. Corocznie Fundacja zbiera kilkanaście tysięcy maskotek, gier, puzzli, materiałów plastycznych, które 25 listopada każdego roku przekazywane są do szpitali dziecięcych.

## Wyróżnienia przyznane Fundacji
- Kryształy Soli 2006 – nagroda województwa małopolskiego w kategorii polityka społeczna „za całokształt działań na rzecz chorych dzieci i ich rodzin;
- Statuetka i Dyplom Uznania „Za szczególną wrażliwość na ludzkie potrzeby oraz nieocenioną pomoc w ratowaniu życia” Perły Medycyny 2009[4]
- Nagroda św. Kamila 2011 – wyróżnienie w kategorii Instytucje, stowarzyszenia i organizacje będące wzorem opieki nad chorymi i ich rodzinami „za skuteczne spełnianie najskrytszych marzeń chorych dzieci oraz upowszechnianie idei wolontariatu”[5]